# Переселення в села УСРР з-за меж УСРР в 1933
Переселення в села УСРР з-за меж УСРР в 1933 році було частиною політики керівництва СРСР в Україні під час Голодомору в Україні 1932—1933 років, під час якого в села УРСР було переселено, за різними даними, до 117 тис. осіб з Російської РФСР і Білоруської РСР.

## Передумови
В ході Голодомору в Україні померли, або емігрували чи були депортовані чи арештовані не менше як 3 млн 941 тис. осіб, внаслідок чого обезлюдніло дуже багато сільських домогосподарств.

## Підготовка до переселення
31 серпня 1933-го уряд СРСР видав постанову «Про переселення на Кубань, Терек та Україну».
2 жовтня 1933 року Лазар Каганович писав у своєму листі до Йосипа Сталіна: «Ви запитували, яке оперативне завдання ми дали Переселенчому комітету на 1933 рік. Ми йому в кінці серпня дали завдання переселити на Україну (в степ) 15-20 тисяч сімейств. Ми вважаємо, що за ці 3 місяці 1933 року, які залишились він більше не подужає».
25 жовтня 1933 року вийшла секретна Постанова №2318 Ради народних комісарів СРСР «Про переселення на Україну 21 тисячі сімей колгоспників». У якій пропонувалося Всесоюзному комітету з переселення (Всесоюзный переселенческий комитет) при РНК СРСР провести переселення на Україну 21 000 сімей колгоспників, що добровільно згодились переселитись на нове місце. Пропонувались наступні квоти:
1. 3500 господарств в Донецьку область (тоді поширювалася і на територію нинішньої Луганської області) з Івановської області РСФРС
2. 6500 господарств в Дніпропетровську з Західної області РРФСР(до складу входили Брянська, Калузька, Псковська, Смоленська та Тверська області).
3. 4500 господарств в Харківську область з Центрально-чорноземної області(Значну частину області складали українські етнічні терени — Східна Слобожанщина)
4. 6500 господарств в Одеську область з Білоруської РСР та Горьковського краю.

На їхнє переселення було виділено 15 мільйонів 500 тисяч рублів. Колгоспникам які згодились переселитись в УРСР надавалися пільги, зокрема звільнення від сільгоспподатку(в тому числі повне погашення боргів по сільгоспподатку) на три роки починаючи з 1934 року. Також вся велика худоба повина була перевезена разом з господарем на нове місце проживання. На новому місці колгоспнику повинні були надати безкоштовно будинок та будівельні матеріали.

## Переселення
Переселення проводилось у добровільному порядку, для заохочення колгоспників до переїзду повинні були створюватись агітаційні бригади. Проте агітаційна робота була хаотичною, місцеве керівництво блокувало переселення кваліфікованих працівників. План було виконано лише в Західній області де почалося стихійне переміщення "социально чуждого елемента"(куркулів):
"В Дорогобужский р. в разное время прибыли два представителя Одесской обл., которые без санкции и договоренности с райорганизациями завербовали 80 колхозных семей. Среди завербованных оказались социально чуждые и разложившиеся элементы." Спецсообщение Секретно-Политического отдела ОГПУ СССР «О ходе вербовки и переселения колхозников на Украину». 23 ноября 1933 г.
У інших регіонах вербовка проходила вкрай погано. Станом на 25 листопада 1933 року було переміщено: 
"По состоянию на 25 ноября с.г. отправлено переселенцев на Украину — из ЦЧО: 35 эшелонов, 1862 семей, 9441 чел., 883 лошадей, 1159 коров, 1869 голов мелкого скота; из Западной обл.: 33 эшелона, 2150 семей, 12 017 чел., 1950 лошадей, 2429 коров, 5502 головы мелкого скота; из Горьковского края: 24 эшелона, 1488 семей, 7332 чел., 904 лошади, 1306 коров, 1395 голов мелкого скота; из БССР: 23 эшелона, 1712 семей, 8040 чел., 1227 лошадей, 1958 коров, 3525 голов мелкого скота; из НПО: 9 эшелонов, 789 семей, 3821 чел., 349 лошадей, 564 коровы, 542 головы мелкого скота. Всего: 124 эшелона, 8001 семья, 40 651 чел., 5313 лошадей, 7416 коров, 12 833 голов мелкого скота." Спецсообщение Секретно-Политического отдела ОГПУ СССР «О ходе вербовки и переселении колхозников в степную полосу Украины». 9 декабря 1933 г.
До кінця 1933 року із Західної області РРФСР до Дніпропетровщини було відправлено 109 ешелонів з переселенцями та їхнім крамом, з Центрально-чорноземної області Росії до Харківської області — 80 ешелонів, з Іванівської до Донецької — 44 ешелони, водночас із Білоруської РСР до Одеської області направили 61 ешелон, з Горьківської області — 35 ешелонів з людьми.
Не зважаючи на те що, переселенням займалось вище керівництво СРСР на місцях, не всім переселенцям були раді:
"В работе низовых парт- и соворганизаций и правлений колхозов по приему переселенцев отмечается ряд недочетов. Ремонт жилых помещений, выделенных для размещения переселенцев, принял затяжной характер из-за отсутствия стройматериалов. Многие правления колхозов бездействуют. Райорганизации изысканием недостающих материалов не занимаются....
....Ввиду непроведения массово-разъяснительной работы, среди некоторой части колхозников Украины отмечается недоброжелательное отношение к переселенцам: «Нам на Украину присылают кацапов, которые заселяют хаты умерших и раскулаченных. Получается, что кацапы вытесняют украинцев. Нас хотят опять заморить голодом»." Спецсообщение Секретно-Политического отдела ОГПУ СССР «О ходе вербовки и переселения колхозников на Украину». 23 ноября 1933 г.
Подекуди переселенців лаяли, били, руйнували будинки:
"В районах, где разъяснительная работа проведена недостаточно, среди отдельных групп колхозников, а также представителей сельских организаций имеют место отрицательные настроения и отказы от приема переселенцев. «Вместо того, чтобы оставить хлеб для колхозников, его бронируют для переселенцев. То, что мы заработали, отдадут кацапам. Их нарочно сюда присылают, чтобы нами командовать» (колхоз «Серп и молот», Сахновщинский р.). В колхозе «Перща вдача» Акимовского р. на общем собрании было вынесено постановление об отказе принять переселенцев. Предколхоза среди колхозников агитировал: «Нам переселенцев не надо, у нас и так земли не хватает».
Зарегистрированы также факты грубого обращения, оскорбления, а в отдельных случаях даже избиения и издевательства над переселенцами со стороны местных колхозников. В результате переселенцы бросают колхозы и возвращаются на родину.
В колхозе «Коминтерн» Апостоловского р. для переселенцев не созданы нормальные бытовые условия. Неоднократно переселенцам выдавалась вареная рожь и кукуруза. Без соответствующего разрешения им не разрешалось заходить в канцелярию сельсовета и колхоза. За незначительное нарушение правил внутреннего распорядка бригадиры избивали переселенцев. В результате из 55 прибывших семейств 37 возвратились на родину (виновные преданы суду).
В отдельных районах имели место случаи, когда отремонтированные для переселенцев дома разрушались неизвестными лицами на другой день после ремонта (Акимовский и Б.-Врадиевский районы, Одесская обл.)." Спецсообщение Секретно-Политического отдела ОГПУ СССР «О ходе вербовки и переселении колхозников в степную полосу Украины». 9 декабря 1933 г. 
10 грудня 1933 року було прийнято "Постановление СНК СССР № 2661 «О внутриукраинском переселении 16 000 колхозников». " в якому було наступне:
"Утвердить предложение СНК УССР и Всесоюзного переселенческого комитета о внутриукраинском переселении в течение января, февраля и марта мес. 1934 г. — 16 тыс. колхозных хозяйств из областей: Черниговской — 7 тыс. семей: для Донецкой обл. — 3 тыс., Днепропетровской — 4 тыс.; Киевской — 6 тыс. семей: для Одесской обл. — 2 тыс., Днепропетровской — 2 тыс., Харьковской — 2 тыс.; Винницкой — 3 тыс. семей для Одесской."
А також:
"Разрешить Всесоюзному переселенческому комитету дополнительно переселить на ранее установленных условиях из ЦЧО в Харьковскую обл. 3 тыс. хозяйств и 300 еврейских хозяйств колхозников Западной обл. в Днепропетровскую обл."

## Оцінки переселення
Тодішній керівник столичної (Харківської) ОГПУ сказав, що в результаті голоду «етнографічний матеріал буде змінено».
Італійський консул у Харкові Серджо Ґраденіґо писав послу Італії в Москві, що «наслідком теперішнього лиха в Україні буде російська колонізація цієї країни, яка призведе до зміни її етнографічного характеру. В майбутньому і, либонь дуже близькому майбутньому, ніхто більше не говоритиме про Україну чи про український народ, а то ж і про українську проблему, бо Україна стане де факто територією з переважно російським населенням».
Станіслав Кульчицький стверджував, що робити однозначні висновки стосовно того, що у 30-ті роки мала місце штучна асиміляція у східних областях України, не зовсім правильно, зважаючи на наступне:
1. Значно більше людей було переселено в спустошені села з інших регіонів України, аніж з-за меж України
2. В масштабах населення регіонів куди відбувалося переселення, кількість переселених не була дуже великою
3. Половина переселених з-за меж України повернулася назад оскільки «Вони побачили, що українські селяни значно більше пригнічуються, ніж селяни в центральній Росії»[10]

Такі ж аргументи проти тези «про асиміляцію сходу та півдня України як безпосередній наслідок організованого владою у листопаді-грудні 1933 року переселення селян з РСФРР та БСРР в найбільш постраждалі від Голодомору села України» наводив і Геннадій Єфіменко.